# Шалви, Элис
Элис Хильдегард Шалви (ивр. אליס הילדגרד שלוי‎, урождённая Маргулис, нем. Margulies; 16 октября 1926,Эссен, Германия — 2 октября 2023) — израильский филолог-англист и общественная деятельница, идеолог ортодоксально-иудаистского феминизма, основательница Женского лобби Израиля. Лауреат Государственной премии Израиля (2007).

## Биография
Родилась в Эссене в 1926 году, младшая из трёх детей (старшая сестра Эдит умерла в 1929 году) в семье торговца-оптовика Бенциона Маргулиса и Перл Маргулис. Отец, верующий иудей с современными взглядами, был активистом религиозно-сионистского движения «Мизрахи», впоследствии делегатом Всемирных сионистских конгрессов и членом исполкома Всемирной сионистской организации.
Начальное образование получила в еврейской школе в Эссене. Вскоре после прихода к власти в Германии нацистов в доме Маргулисов прошёл обыск, что подтолкнуло семью к эмиграции. Бенцион отправился в Лондон уже в августе того же года, присоединившись к небольшой оптовой фирме проживавшего там младшего брата, а в мае 1934 года из Германии приехала и Перл с сыном Вильгельмом (Зеэвом) и дочерью Алисой. В то время как её брат продолжил учёбу в еврейской средней школе, Алиса (Элис) училась в публичных школах и брала частные уроки иврита. Еврейские духовные традиции она усвоила в семье. Бенцион вскоре занял заметное место среди лидеров местной еврейской общины и в годы Второй мировой войны активно занимался проблемами беженцев из континентальной Европы. Элис переняла в эти годы у отца как сионистские идеалы, так и увлечение филантропией.
Во время войны семья Маргулисов проживала в Уэддесдоне (Бакингемшир), и Элис окончила среднюю школу в соседнем Эйлсбери. В 1944 году она поступила в Ньюнэм-колледж — один из двух колледжей Кембриджского университета, к тому моменту принимавших студенток-женщин. Обучаясь на бакалавра английской литературы, была активной участницей Еврейского общества Кембриджского университета, где занимала в разное время посты секретаря, казначея и президента и уже в это время боролась за более полное участие женщин в религиозных обрядах. В декабре 1946 года, когда в Базеле состоялся первый послевоенный Всемирный сионистский конгресс, Элис Маргулис вошла в межвузовскую делегацию, представлявшую Великобританию на проходившем параллельно с основным Молодёжном конгрессе.
Вскоре после резолюции ООН о разделе Палестины и создании еврейского государства, в декабре 1947 года, впервые посетила подмандатную Палестину вместе с родителями. Впечатление оказалось настолько сильным, что поначалу Элис решила остаться в кибуце, но её убедили вернуться в Великобританию, чтобы окончить учёбу в Лондонской школе экономики, где она к этому времени получала специальность социального работника. В итоге она провела в Лондоне два года и по окончании второй степени в декабре 1949 года отправилась в созданный к этому времени независимый Израиль.
К этому времени в Израиле велись работы по приёму массовой алии из арабских стран, и в сфере социальной работы на услуги Маргулис, не знавшей арабского, не было спроса. В итоге она нашла работу как преподаватель английского языка как иностранного в рамках одной из программ Еврейского университета в Иерусалиме. В дальнейшем она продолжала работу на отделении английского языка и литературы этого вуза на протяжении 40 лет, защитив в 1962 году докторскую диссертацию по теме «Ренессансные концепции в „проблемных“ пьесах Шекспира» и получив звание ассистент-профессора. В 1969 году к ней также обратились с просьбой о помощи в создании отделения английского языка и литературы в Университете имени Бен-Гуриона в Беэр-Шеве, и она возглавляла это отделение на протяжении четырёх лет. В то же время её кандидатура на пост декана факультета гуманитарных и общественных наук была отвергнута из-за пола. В Еврейском университе в 1973 году заняла пост директора Института языка и литературы; завершила работу в Еврейском университете в 1990 году.
В мае 1950 года познакомилась с Моше Шелковичем, выходцем из нью-йоркской ортодоксальной семьи. Моше, разделявший те же современные воззрения, которые отличали семью Маргулис, прибыл в Израиль учиться в Еврейском университете, но вместо этого устроился на работу в местном отделении банка Barclays. В октябре того же года они поженились; в дальнейшем их семейная фамилия была ивритизирована, превратившись в «Шалви». В браке с Моше у Элис родились три сына и три дочери.
Параллельно с преподавательской работой в Еврейском университете Элис Шалви с 1975 года занимала пост директора в ортодоксальной средней школе для девочек «Пелех» в Иерусалиме. Сама Шалви вспоминала, что в этой школе учились её дочери, и когда учебное заведение оказалось в тяжёлом экономическом положении, было решено временно назначить директора из числа родителей учащихся. Шалви добровольно взяла на себя эти обязанности до момента, когда будет нанят директор на постоянной основе, но в итоге оставалась в должности 15 лет. При Шалви в школе применялись методы открытого образования, в центре которого находится учащийся. Демократический характер обучения, внедрённый в школе «Пелех», позже был взят на вооружение во многих школах Израиля. «Пелех» стала первой средней школой в стране, где был введён курс по экологии, и одной из первых, где начали преподавать Галаху. Комиссия по присуждению Государственной премии Израиля характеризует «Пелех» как первую экспериментальную школу в истории государственно-религиозного сектора в школьном образовании Израиля.
По мере развития академической карьеры Шалви начала сталкиваться с явлениями дискриминации по половому признаку. Объединив усилия с другими сотрудницами, она представила руководству Еврейского университета список требований по исправлению дискриминации; все эти требования были удовлетворены. В возрасте 53 лет, во время посещения Милуоки, Шалви побывала в консервативной синагоге и впервые в жизни получила возможность читать Тору с кафедры синагоги — роль, которая в ортодоксальных синагогах закреплена только за мужчинами. После этого она начала посещать консервативную синагогу и в Израиле, а в дальнейшем на протяжении четырёх лет возглавляла Институт иудаики имени Шехтера, относящийся к консервативному течению в иудаизме. За время её пребывания во главе института в учебную программу был внесён ряд новшеств, в том числе введена программа обучения на степень магистра по специальности «Иудаизм в искусстве».
В 1984 году Американский еврейский конгресс организовал так называемый американско-израильский диалог еврейских женщин — конференцию, ставшую катализатором развития феминизма в Израиле. В рамках работы этой конференции Израиль посетила идеолог американского феминизма Бетти Фридан. Её пример стал вдохновляющим для Шалви, и в том же году она стала одной из основательниц Женского лобби Израиля (ивр. שדולת הנשים בישראל‎), которое возглавляла до 2000 года. За относительно короткие сроки, действуя через суды и законодателей, лобби добилось значительного улучшения статуса женщин в стране. Это касалось не только возросшего представительства женщин в органах власти всех уровней, но и таких вопросов, как возраст выхода на пенсию и право службы в боевых частях.
После начала интифады в 1987 году Шалви активно участвовала в поисках взаимопонимания и мирного решения конфликта на Ближнем Востоке. Она в частности организовывала встречи учениц школы «Пелех» с учениками из Восточного Иерусалима, сама участвовала в конференциях израильских и палестинских женщин. Входила в ряд общественных организаций по развитию культуры в Израиле, включая иерусалимский совет Израильского филармонического оркестра, репертуарную комиссию театра «Хан» и совет директоров Музея диаспоры. Завершив в 2003 году работу в Институте Шехтера, присоединилась к редакционной группе издания Jewish Women: A Comprehensive Historical Encyclopedia как заместительница главного редактора.
После смерти мужа в 2013 году сосредоточилась на написании книги мемуаров, которая вышла под названием Never a Native (с англ. — «Всегда неместная») в 2018 году и на следующий год удостоилась Премии Национального совета еврейской книги за женскую литературу. Скончалась в октябре 2023 года, не дожив нескольких недель до 97 лет и оставив после себя пять из шести детей. Похоронена на кладбище «Санхедрия» в Иерусалиме.

## Признание заслуг
Заслуги Элис Шалви были отмечены почётными учёными званиями ряда вузов Израиля и США, включая Американский еврейский университет (Лос-Анджелес, 1996), Грац-колледж (Филадельфия, 1998), Американскую еврейскую теологическую семинарию (Нью-Йорк, 1999), Брауновский университет (2000), Хибру-Юнион-колледж и Институт Вейцмана (оба — 2001), Открытый университет Израиля (2009), Колледж Хебрю (Бостон, 2019) и Хайфский университет (2020).
В 1989 году стала лауреатом премии имени Гринцвейга от Ассоциации за гражданские права в Израиле. В 1991 году получила премию за образование во имя мира имени Ротфилда от Международного центра за мир на Ближнем Востоке. Первый лауреат награды женщине-лидеру Нового израильского фонда (1994; впоследствии переименована в премию Элис Шалви). В 1997 году удостоена звания почётного гражданина Иерусалима. В 2007 году стала лауреатом Государственной премии Израиля за особые заслуги перед обществом и государством. В 2017 году удостоена премии «Боней Цион».
Помимо личных наград Элис Шалви за общественную деятельность, наградами были отмечены возглавляемая ею школа «Пелех» (1991, от министерства культуры Израиля) и её автобиография Never a Native (2019, от Национального совета еврейской книги США).